# Cova Vindija
La cova de Vindija és un jaciment arqueològic associat amb neandertals i humans moderns, situat al municipi de Donja Voća al nord de Croàcia. Les restes de tres Neandertals trobats en aquesta cova foren fonts primàries per al primer esborrany de seqüència del projecte del genoma de Neandertal el 2010. El 2017, després d'investigacions addicionals sobre les mostres, es va publicar la troballa.

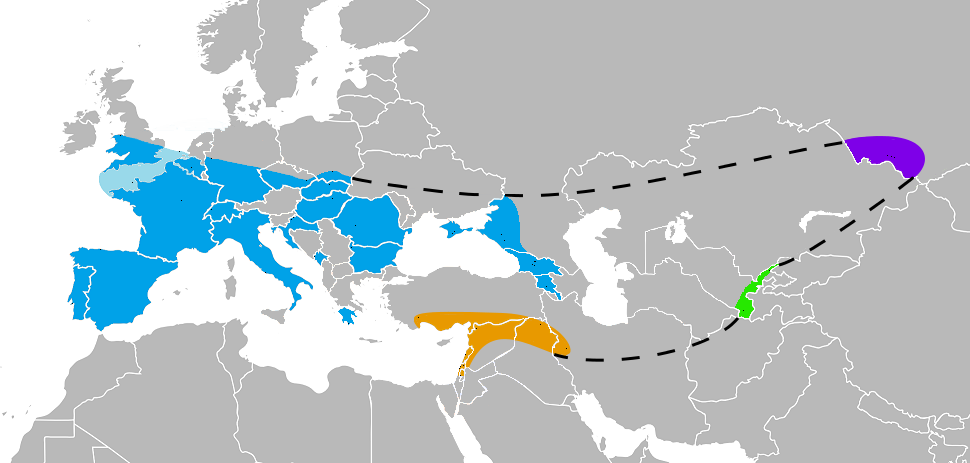
Rang d'ocupació dels Neanderthal a Europa (blau), Sudoest d'Àsia (taronja), Uzbekistan (verd), i les muntanyes d'Altai (violeta), per inferència a partir de restes esquelètiques (no eines de pedra).

## Descripció
La cova es troba a uns 20 km a l'oest de la ciutat de Varaždin i 10 km al nord d'Ivanec. Es calcula que els Neandertals van utilitzar la cova fa uns 40.000 anys, és a dir, aproximadament 8000 anys abans que humans moderns habitessin aquesta part d'Europa.
Els exemplars d'homínids del nivell arqueològic 3G es consideren indiscutiblement Neandertals en la morfologia general, però presenten una sèrie de trets que s'apropen més als europeus anatòmicament moderns que als neandertals tradicionals. En son exemples, una cresta de la cella més prima i menys projectada, una mida facial reduïda, i dents frontals més estretes.  Tot i que alguns investigadors han atribuït aquestes diferències a la petita mida dels individus de Vindija, un estudi realitzat el 1995 va establir que els Neandertals de Vindija, encara que petits, eren de mida comparable als Neandertals morfològicament clàssics com La Ferrassie 2, Shanidar 1 i 4, i Tabun 1. Probablement, els Neandertals de Vindija són exemplars en transició de la forma clàssica robusta a una de més gràcil.

## Datació

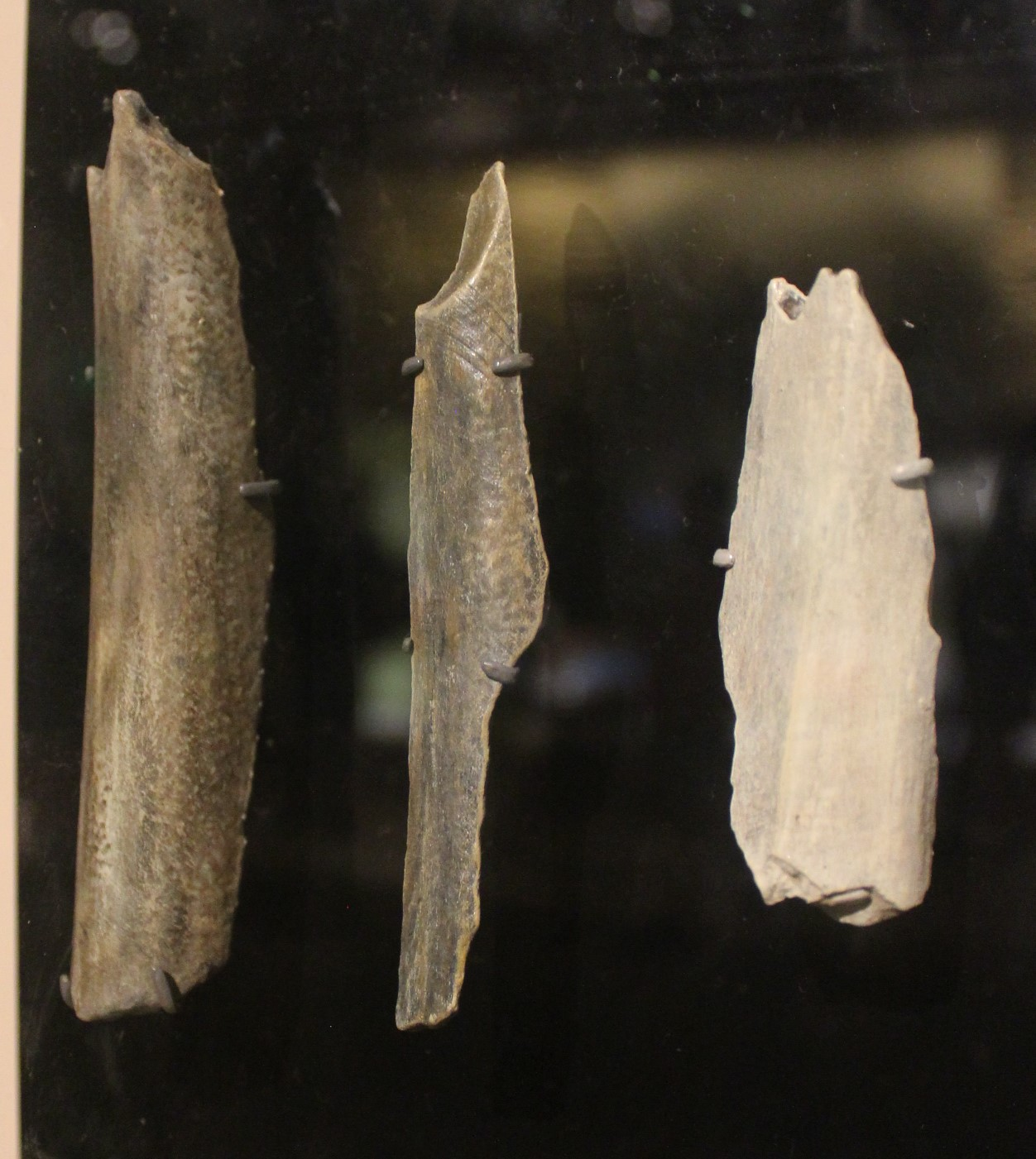
Fragments d'extremitats neandertals de la cova Vindija, Museu Nacional d'Història Natural

Les restes de Neandertal a Vindija es van trobar en un context mousterià, però algunes de les restes es trobaren en un nivell amb artefactes aurinyaciencs mixtes. Diverses de les mostres de Neandertal de Vindija també van ser datades directament als 28.000-29.000 BP. Això feu suggerir que els Neandertals podrien haver sobreviscut al sud d'Europa fins més tard del que es pensava anteriorment i haver viscut simultàniament amb humans moderns. Tanmateix, les posteriors datacions, que utilitzaren tècniques més avançades, revelaren que els anteriors resultats eren erronis a causa de contaminació per carboni modern. Petites quantitats de contaminació moderna poden provocar grans errors en mostres molt antigues.
L'any 2017, investigadors de la Unitat d'Accelerador de Radiocarbon d'Oxford van aplicar una nova tècnica mitjançant ultrafiltració AMS basada en l'extracció d'hidroxiprolina per datar directament diverses mostres de la cova de Vindija, i conclogueren que les troballes de Vindija tenen el seu origen abans de 44.000 BP. Com que aquesta data és anterior a l'arribada dels primers humans moderns a la regió, els Neandertals de Vindija probablement no es creuaren amb humans moderns.

## Arqueogenètica
El 2010, el primer esborrany de la seqüència del genoma de Neandertal es va reconstruir principalment a partir de tres genomes de baixa cobertura de la cova de Vindija, extrets dels espècimens Vindija 33.16, Vindija 33.25 i Vindija 33.26.
El 2017, Prüfer i col·laboradors van seqüenciar un genoma de Vindija 33.19 a major profunditat nucleotídica. Amb una profunditat d'aproximadament 30 lectures per base, Vindija 33.19 és el segon genoma Neandertal d'alta profunditat que es seqüencià, després del Neandertal d'Altai a la cova de Denisova. L'any 2018, els investigadors seqüenciaren un genoma a baixa profunditat a partir d'un fragment ossi no diagnosticat, Vindija 87 (datat directament al voltant de 47.000 BP) i concloeren que el fragment probablement provenia del mateix individu que Vindija 33.19.
També al 2017, Devièse i col·laboradora aplicaren tècniques de peptide mass fingerprinting (anglès) a molècules de col·lagen i zooarqueologia per espectrometria de masses (ZooMS) per classificar diversos fragments fòssils no identificats recuperats de la cova de Vindija. Identificaren amb èxit un nou fragment fòssil de Neandertal, Vindija *28. La majoria dels fragments fòssils que eren identificables per ZooMS van ser classificats com a pertanyents a Ursus (ós). Aquests resultats van ser confirmats el mateix anys per Slon i col·laboradors, els quals analitzaren una mostra de sòl de Vindija i en caracteritzaren el seu ADN mitocondrial. La majoria de l'ADN classificable es va atribuir a Ursus, i en concret, Ursus ingressos.
El 2018, Hajdinjak i col·laboradora van trobar que els individus Vindija 33.16, Vindija 33.25, Vindija 33.26 i Vindija 33.19 eren genèticament més propers entre si que qualsevol altre individu Neandertal registrat. L'anàlisi d'ADN va revelar que Vindija 87 i, per tant, molt probablement Vindija 33.19, era una dona. També es veié que els Neandertals de Vindija eren genèticament propers a altres Neandertals europeus tardans, amb l'exclusió dels Neandertals de Mezmaiskaya, excavats a la cova de Mezmaiskaya al Caucas.
Els humans moderns comparteixen més al·lels amb Vindija 33.19 i Mezmaiskaya 1 que amb el Neandertal d'Altai. Amb la seqüenciació del genoma de Vindija 33.19, el percentatge d'ADN d'origen Neandertal present al genoma de tots els human no-Subsaharians es va revisar a l'alça, i es van poder identificar noves variants fenotípiques en humans que es deuen al creuament entre humans modens i Neandertals.